# Ágotakövesd
Ágotakövesd, 1912-ig Kövesd (románul: Coveș, korábban Cuieșd, németül: Kabisch, szászul Käbeš) falu Romániában, Szeben megyében, Szentágotától nyugatra.

## Története
Első írásos említése 1357-ből maradt fenn Kuesd alakban. Nevének további változatai: villa Kwes (1403), Kuybsch (1523), Kewbesch (1549). Gótikus temploma 1535-ben épült, építtetőjének Tomori Miklóst tartják. Megfogyatkozott szász lakossága helyére a 17. század elején románok és magyarok települtek. A 17–18. században a Boér család birtoka volt. Az országgyűlés 1669-ben kötelezte a szász lutheránusokat, hogy a templomot osszák meg a reformátusokkal. A lutheránus egyház 1766-ban szűnt meg, ekkor református gyülekezete Szászzalatnával együtt még 29 férfiből és 27 nőből állt. Később templomát lebontották, köveit a bürkösi református templomba építették be, szentségfülkéjét a kolozsvári történeti múzeum őrzi. 1826–64-ben a ferencesek gondozták római katolikus hívőit. A 20. század elején főként udvarhely- és háromszéki székelyek szegődtek a faluba gazdasági cselédnek. Nagy részük le is települt itt, de elrománosodtak. A település 1876 előtt Felső-Fehér vármegye, azután Nagy-Küküllő vármegye területéhez tartozott.
1850-ben 551 lakosából 449 román, 49 magyar, 36 cigány és 17 német nemzetiségű, 441 ortodox, 42 görögkatolikus, 27 református, 21 római katolikus és 17 evangélikus vallású volt.
2002-ben 732 lakosából 671 volt román, 48 cigány és 12 magyar; 717 ortodox, 6 római katolikus és 6 pünkösdi vallású.